# وانگ لیپینگ (بازیکن فوتبال)
وانگ لیپینگ (انگلیسی: Wang Liping؛ زادهٔ ۱۲ نوامبر ۱۹۷۳) بازیکن فوتبال زن اهل چین بود.